# Хамасаки, Хироси
Хироси Хамасаки (яп. 浜崎博嗣 Хамасаки Хироси, род. 30 декабря, 1959) — японский режиссёр-аниматор, раскадровщик, дизайнер персонажей.

## Биография
Родился в префектуре Фукуока. После окончания школы Хироси поступает в учебный центр, находящийся под управлением анимационной студии Tatsunoko Production, в которой начинает свою работу сразу же по завершении обучения.
Дебютом Хамасаки в качестве аниматора становится научно-фантастический аниме-сериал Science Ninja Team Gatchaman, выходившее в эфир в 1978—1979 годы. По прошествии шести лет, в 1985 году, был впервые назначен режиссёром анимации для адаптации сёдзё-манги Alpen Rose, написанной Митиё Акаиси. Как дизайнер персонажей Хамасаки становится узнаваем благодаря оригинальному аниме «Кибергород Эдо», а также адаптации манги Буити Тэрасавы Goku Midnight Eye.
Со временем он покидает Tatsunoko Production и начинает работать в студии MadHouse, где первым делмом принимает участие в работе над аниме Wicked City режиссёра Ёсиаки Кавадзири.
Как главный режиссёр Хироси дебютирует в 2003 году, сняв на студии MadHouse аниме-сериал Texhnolyze, базирующийся на оригинальном сценарии Тиаки Конаки. В 2007 году под руководством Хамасаки выходит аниме-сериал по мотивам манги Shigurui за авторством Такаюки Ямагути. Позднее становится известен благодаря своей режиссёрской работе над анимационными сериалами Steins;Gate, Terra Formars и Orange.

## Работы

### Сериалы
- Belfy to Lilbit (яп. 森の陽気な小人たち ベルフィーとリルビット Мори но Ё:ки на Кобитотати: Бэруфи: то Рирубитто, «Весёлые лесные коротыши Белфи и Лилбит»), 1978 — аниматор
- Dashing Warrior Muteking (яп. とんでも戦士ムテキング Тондэмо сэнси Мутэкинг, «Беспредельный воин Мутэкинг»), 1980 — аниматор
- «Гиперпространственная крепость Макросс» (яп. 超時空要塞マクロス Тё: дзику ёсай Макуросу), 1982 — аниматор
- Mirai Keisatsu Urashiman (яп. 未来警察ウラシマン Мирай кэйсацу Урасиман, «Урасимэн, полицейский будущего»), 1983 — аниматор
- Hikari no Densetsu (яп. 光の伝説 Хикари но дэнсэцу, «Легенда о свете»), 1986 — аниматор
- Akai Kodan Zillion (яп. 赤い光弾ジリオン Акай ко:дан Дзирион, «Красный сигнальный снаряд Дзирион»), 1987 — режиссёр анимации
- Yawara! (яп. やわら! Явара!), 1989 — режиссёр анимации
- «Магазинчик ужасов» (яп. ペットショップ オブ ホラーズ Пэттосёппу ову хора:дзу, Petshop of Horrors), 1999 — раскадровка, режиссёр эпизодов
- X (яп. エックス Эккусу, «Икс»), 2001 — раскадровка, режиссёр эпизодов
- Texhnolyze (яп. テクノライズ Тэкунораидзу, «Технолайз»), 2003 — главный режиссёр, раскадровка, режиссёр эпизодов
- «Агент Паранойи» (яп. 妄想代理人 Мо:со: дайринин), 2004 — раскадровка, режиссёр эпизодов
- BECK: Mongolian Chop Squad (яп. ベック Бэкку), 2004 — раскадровка, режиссёр эпизодов
- «Клеймор» (яп. クレイモア Курэймоа), 2007 — раскадровка
- Shigurui (яп. シグルイ Сигуруи, «Одержимые смертью»), 2007 — главный режиссёр, раскадровка
- «Милый дом Чи» (яп. チーズスイートホーム Ти: дзу суи:то хо:му, Chi's Sweet Home), 2008 — сценарий, раскадровка
- Moryo no Hako (яп. 魍魎の匣 Мо:рё: но хако, «Ящик духов»), 2008 — раскадровка, лирика главной музыкальной композиции
- Kurozuka (яп. 黒塚 Куродзука), 2008 — раскадровка
- Casshern Sins (яп. キャシャーン SINS Кяся:н SINS, «Грехи Кашшерна»), 2009 — аниматор
- Aoi Bungaku (яп. 青い文学シリーズ Аой бунгаку сири:дзу, (экранизации классических литературных произведений)), 2009 — настройка
- The Tatami Galaxy (яп. 四畳半神話大系 Ёдзё:хан синва тайкэй, «Сказ о четырёх с половиной татами»), 2010 — раскадровка
- Seikimatsu Occult Gakuin (яп. 世紀末オカルト学院 Сэйкимацу окаруто гакуин, «Институт оккультизма конца века»), 2010 — аниматор
- «Врата;Штейна» (яп. シュタインズ ゲート Сютайндзу Гэ:то, Steins;Gate), 2011 — главный режиссёр, раскадровка, режиссёр эпизодов
- Space Dandy (яп. スペース☆ダンディ Супэ:су Данди, «Космический Денди»), 2014 — раскадровка, режиссёр эпизодов, дизайн пришельцев
- Blade & Soul (кор. 블레이드 앤 소울), 2014 — главный режиссёр (по концепт-дизайну)
- Terra Formars (яп. テラフォーマーズ Тэрафо:ма:дзу, «Терраформирование»), 2014 — главный режиссёр, раскадровка
- Arslan Senki (яп. アルスラーン戦記 Арусура:н Сэнки, «Сказание об Арслане»), 2015 — раскадровка
- Orange (яп. オレンジ Орэндзи), 2016 — главный режиссёр, раскадровка, лирика отдельной музыкальной композиции
- Sangatsu no Lion (яп. 3月のライオン Сангацу но район, «Мартовский лев»), 2017 — раскадровка
- Kokkoku (яп. 刻刻 Коккоку), 2018 — аниматор (опенинга)
- RErideD: Derrida, who leaps through time (яп. RErideD－刻越えのデリダ－ RErideD Токигоэ но Дэрида, «Деррида, покоривший время»), 2018 — раскадровка
- «Клинок бессмертного» (яп. 無限の住人-IMMORTAL- Мугэн-но-Дзю:нин -IMMORTAL-), 2019 — главный режиссёр, раскадровка, автор отдельной музыкальной композиции
- «Атака на титанов» (яп. 進撃の巨人 The Final Season Part 2 Сингэки но Кёдзин The Final Season Part 2), 2022 — раскадровка

### OVA
- Outlanders, 1986 — дизайн персонажей, режиссёр анимации
- JUNK BOY, 1987 — дизайн персонажей, режиссёр анимации
- Hi no Tori: Uchuu-hen, 1987 — режиссёр анимации
- Deimos no Hanayome: Ran no Kumikyoku (яп. 悪魔の花嫁 蘭の組曲), 1988 — дизайн персонажей, режиссёр анимации
- Goku Midnight Eye (яп. Midnight Eye ゴクウ Midnight Eye Гоку), 1989 — дизайн персонажей, режиссёр анимации
- Cyber City Oedo 808 (яп. サイバーシティ OEDO 808 Сайба: сити о: эдо хатимарухати), 1990 — дизайн персонажей, режиссёр анимации
- Bio Hunter (яп. バイオ・ハンタ Байо ханта), 1995 — дизайн персонажей, режиссёр анимации
- Birdy the Mighty (яп. 鉄腕バーディー Тэцуван Ба: ди), 1996 — режиссёр анимации
- The Animatrix (яп. アニマトリックス Аниматориккусу), 2003 — аниматор
- CLAMP IN WONDERLAND, 2007 — аниматор
- SUPERNATURAL: THE ANIMATION (яп. スーパーナチュラル Су: па: начюрару), 2011 — раскадровка

### Полнометражные фильмы
- The Super Dimension Fortress Macross: Do You Remember Love? (яп. 超時空要塞マクロス　愛・おぼえていますか Тё Дзику Ёсай Макуросу: Ай Обоэтэ Имасу ка), 1984 — аниматор
- Wicked City (яп. 妖獣都市 Ё:дзю: тоси), 1988 — аниматор
- Манускрипт ниндзя (яп. 獣兵衛忍風帖 Дзю: бэй Нимпу: тё:), 1993 — аниматор
- Тёмный мститель Дарксайд (яп. ダークサイド・ブルース Да: кусайдо буру: су), 1994 — дизайн персонажей, режиссёр анимации
- Воспоминания о будущем (яп. メモリーズ Мэмори: дзу), 1995 — аниматор
- Perfect Blue (яп. パーフェクトブルー Па: фэкуто буру), 1998 — аниматор
- Spriggan (яп. スプリガン Супуриган), 1998 — аниматор
- Cardcaptor Sakura (яп. カードキャプターさくら Ка: докяпута: Сакура), 2000 — аниматор
- Ди: Жажда крови (яп. 吸血鬼ハンターD), 2000 — режиссёр анимации
- Метрополис (яп. メトロポリス Мэторопорису), 2001 — аниматор
- Полиция будущего (яп. 機動警察パトレイバー кидо: кэйсацу паторэйба), 2002 — аниматор
- Горец: В поисках мести, 2008 — раскадровка, режиссёр сегментов
- TRIGUN Badlands Rumble, 2010 — аниматор
- REDLINE, 2010 — аниматор
- Steins;Gate Movie: Fuka Ryouiki no Dejà vu, 2013 — главный режиссёр
- Iron Man: Rise of Technovore, 2013 — главный режиссёр
- Orange: Mirai, 2016 — главный режиссёр